# میلان رادین
میلان رادین (سیریلیک صربی: Милан Радин؛ زادهٔ ۲۵ ژوئن ۱۹۹۱) بازیکن فوتبال اهل صربستان است.
وی همچنین در تیم ملی فوتبال صربستان بازی کرده‌است.